# Morfasso
Morfasso är en ort och kommun i provinsen Piacenza i regionen Emilia-Romagna i Italien. Kommunen hade 957 invånare (2018).